# Deansgate Square
Deansgate Square, antiguamente conocido como Owen Street, es un complejo de rascacielos situado cerca del límite sur del centro de Mánchester (Inglaterra, Reino Unido), compuesto por cuatro torres, la más alta de las cuales tiene 201 metros de altura. La parcela se encuentra al sur de la estación de ferrocarril de Deansgate y al norte de la Mancunian Way, y está rodeada por Deansgate, Owen Street y el río Medlock. Las torres están orientadas con diferentes ángulos y tienen un ligero bisel o «recorte» en cada uno de sus lados, lo que asegura que reciban luz natural a diferentes horas del día.
A principios de la década de 2000, el Ayuntamiento de Mánchester adoptó un plan conocido como el Great Jackson Street Development Framework («plan de desarrollo de la Great Jackson Street»), que designó la parcela como una ubicación aceptable para construir edificios de gran altura. Este plan fue concebido para fomentar el desarrollo inmobiliario, dado que la parcela estaba vacía desde hacía muchos años y era percibida como aislada porque estaba rodeada por arterias importantes.
En 2016, este plan fue revivido con la solicitud de una licencia de obra para construir un complejo de cuatro rascacielos, el más alto de los cuales sería la torre sur con 201 metros. La torre sur superó a la Beetham Tower, de 169 metros, como el edificio más alto del Gran Mánchester en noviembre de 2018.
La construcción del complejo empezó oficialmente en julio de 2016, cuando la promotora Renaker empezó la construcción de las torres sur y oeste, la última de las cuales tendría 141 metros de altura. En octubre de 2017 empezó la construcción de las torres norte y este, que tendrían 122 y 158 metros de altura, respectivamente. La finalización completa del proyecto se produjo a finales de 2020. El Great Jackson Street Development Framework también contemplaba la construcción de otras torres en los alrededores, como The Blade y Three60, ambas de 154 metros de altura, que fueron completadas en 2023 y 2024, respectivamente, o la Elizabeth Tower, de 153 metros, completada en 2022.

## Historia

### Plan original de 2007
El plan de 2007 contemplaba cinco rascacielos que contendrían unas mil cien viviendas, cien apartamentos con servicios, un hotel, aparcamiento, oficinas y espacio comercial, así como instalaciones comunitarias. El rascacielos más alto del plan era el «Block D», que habría tenido 49 plantas —dos más que el edificio más alto de Mánchester, la Beetham Tower— y 150 metros de altura.
En 2007 se presentó la solicitud de la licencia de obra ante el Ayuntamiento de Mánchester, que fue aprobada a principios de 2008. A principios de 2011, se solicitó al Ayuntamiento que ampliara el plazo para construir en la parcela, petición que fue concedida en septiembre de 2011.

### Plan revisado de 2016
El plan revisado, propuesto por la promotora Renaker Build y diseñado por SimpsonHaugh and Partners, fue hecho público en enero de 2016 y en abril de ese mismo año se presentó la solicitud de la licencia de obra para construir los cuatro rascacielos.
La altura de las torres propuestas oscilaba entre 122 metros y más de 200 metros de altura: la torre sur tendría 64 plantas y 200.5 metros de altura, la torre este tendría 50 plantas y 157.9 metros de altura, la torre norte tendría 37 plantas y 122 metros de altura, y la torre oeste tendría 44 plantas y 140.4 metros de altura. Este plan fue aprobado por el Ayuntamiento de Mánchester el 30 de junio de 2016.

### Construcción

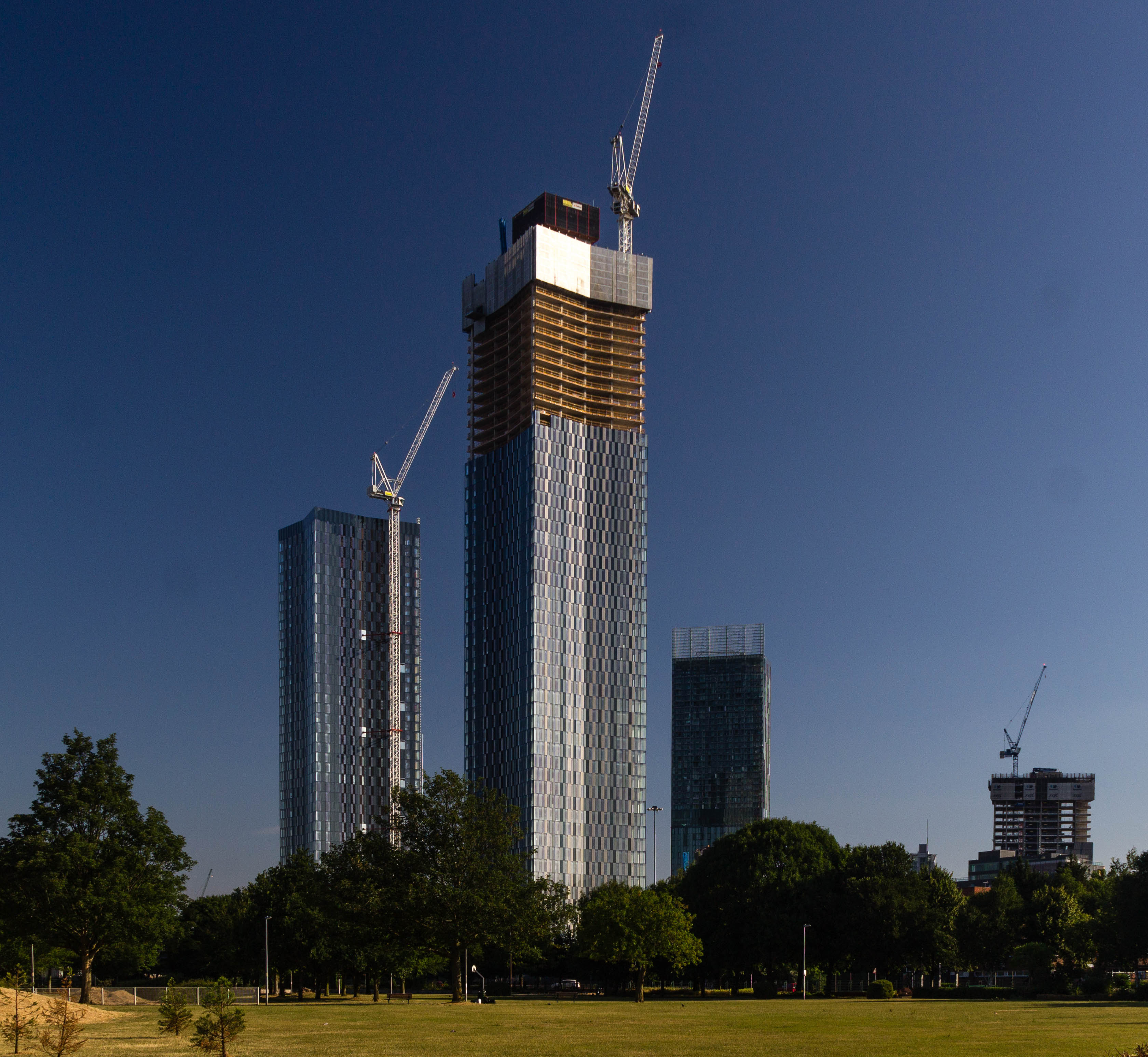
Deansgate Square en construcción en 2018.

La construcción del complejo empezó oficialmente en julio de 2016, y la promotora Renaker empezó con la construcción de las torres sur y oeste. Las obras de pilotaje de la torre oeste se completaron en noviembre de 2016, y poco después se erigieron las grúas torre. Ambas torres se elevarían durante dos años hasta su coronación a mediados de 2018.
En octubre de 2017, mientras las torres sur y oeste seguían elevándose, empezó la construcción de los cimientos y el podio de las torres norte y este. En julio de 2018 se coronó la torre oeste, al alcanzar su planta más alta, la 45. En noviembre de 2018 se coronó la torre sur —la más alta del complejo—, al alcanzar su planta más alta, la 65.
En agosto de 2018, el inversor institucional Legal & General compró la torre oeste con la intención de alquilarla una vez se completara. Aunque no se desveló el importe de esta compraventa, la Estates Gazette estimó que su valor inmobiliario estaba en torno a los 200 millones de libras. En enero de 2020, Legal & General anunció la adquisición de la torre norte, lo que supuso el segundo edificio comprado por Legal & General en Deansgate Square.
En octubre de 2020 se completaron definitivamente las torres norte, sur, este y oeste.